# Дама из дворишта
Дама из дворишта (енгл. The Lady in the Van) британска је филмска комедија са елементима драме из 2015, коју је режирао Николас Хитнер. Филм је заснован на истинитој причи о односу британског књижевника Алана Бенета (Алекс Џенгинс) и бескућнице Мери Шепард (Меги Смит), која је последњих петанаест година живота провела живећи у комбију у Бенетовом дворишту. Бенет је пре филмског сценарија овај однос представио и у истоименој позоришној драми (1999) и радио-драми (2009), у којима је Меги Смит, такође, тумачила Мери Шепард.
Филм је премијерно приказан 12. септембра 2015. на Интернационалном филмском фестивалу у Торонту, док је у Србији приказан следеће године на ФЕСТу. Филмска критика га је дочекала позитивним оценама. Критичари су посебно хвалили глуму Меги Смит, која је за ову изведбу била номинована за Златни глобус и награду БАФТА за најбољу глумицу у главној улози.

## Улоге
| Глумац        | Улога                         |
| ------------- | ----------------------------- |
| Меги Смит     | Мери Шепард/Маргарет Ферчајлд |
| Алекс Џенингс | Алан Бенет                    |
| Дебора Финдли | Паулин                        |
| Роџер Алам    | Руфус                         |
| Џим Бродбент  | Андервуд                      |